# Wacław de Płock
Wacław de Płock (en polonais Wacław płocki), de la dynastie des Piasts, est né vers 1293 et est mort le 23 mai 1336. Il est duc de Płock (à partir de 1313) et devient vassal de la Bohême en 1329.

## Duc de Płock

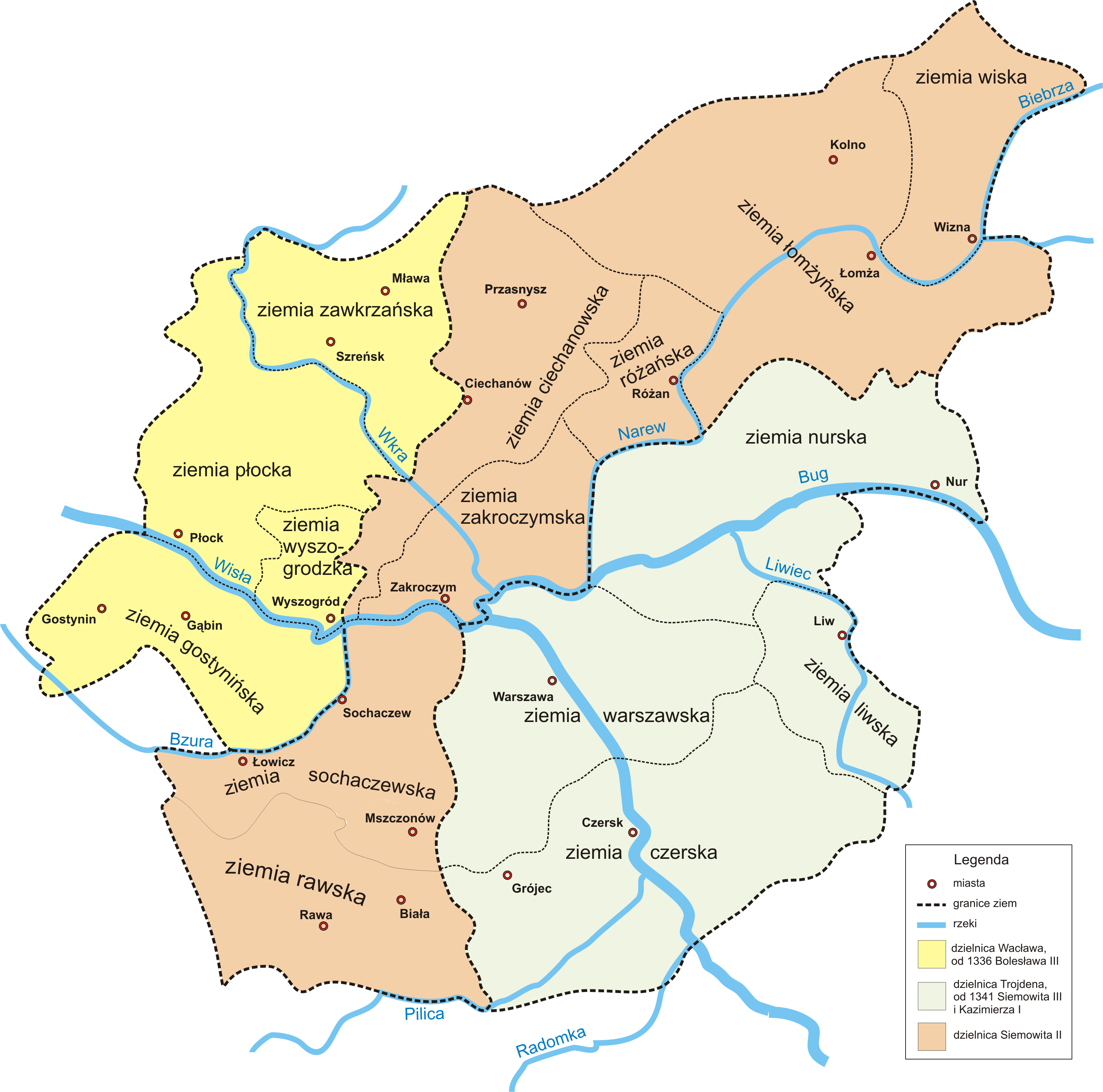
Divisions de la Mazovie
(1313-1345)

Wacław de Płock est le fils cadet de Boleslas II de Mazovie et de sa seconde épouse Cunégonde, la sœur de Venceslas II de Bohême. Contrairement à ses frères aînés, il n’obtient son duché qu’à la mort de son père en 1313.

## Politique de neutralité
Au début de son règne, le duc de Płock essaie de mener une politique de bon voisinage avec ses deux puissants voisins, l’Ordre Teutonique et la Pologne de Ladislas Ier le Bref. Ainsi, pour ne pas se fâcher avec un de ses voisins, il évite de témoigner lors du procès d’Inowrocław qui oppose les Teutoniques à la Pologne. Toujours pour rester en bons termes avec ses voisins, il signe un accord avec les Teutoniques, le 14 avril 1321, par lequel les ducs de Mazovie s’engagent à s’opposer au passage sur leur territoire d’une armée lituanienne qui voudrait attaquer l’Ordre. Au début, Wacław entretient également de bonnes relations avec la Lituanie. En 1323, il permet aux Lituaniens, qui mènent une expédition militaire contre le duché de Dobrzyń, de traverser son territoire. Il épouse également Élisabeth, la fille de Gediminas. Il est actif sur le plan diplomatique. Grâce à lui, Gediminas et son neveu Georges II de Galicie-Volhynie nouent des relations amicales.

## Allié de l’Ordre teutonique
En 1325, Wacław est obligé de renoncer à sa politique de neutralité lorsque Ladislas le Bref lance une attaque surprise contre le duché de Płock. Les motifs de cette agression nous sont inconnus. Le 2 janvier 1326, à Brodnica, les ducs de Mazovie (Wacław de Płock, Trojden Ier de Czersk et Siemovit II de Rawa) concluent une alliance avec les Chevaliers teutoniques, dirigée contre la Pologne. Un an plus tard, la guerre entre les Teutoniques et la Pologne éclate. Wacław se range dans le camp de l’Ordre teutonique. Ladislas le Bref se venge en s’emparant de la ville de Płock et en l’incendiant. Grâce au soutien des Teutoniques, Wacław repousse l’armée de Ladislas.   

## Vassal de la Bohême
En 1329, Wacław change brusquement de camp et s’allie à Ladislas le Bref. À la suite de cette trahison, une armée composée de Teutoniques et de Tchèques, commandée par Jean de Luxembourg, envahit le duché de Płock et oblige Wacław à capituler. Le 29 mars 1329, il est contraint de rendre un hommage de vassalité à Jean de Luxembourg, candidat au trône de Pologne. 

## Décès et descendance
Wacław de Płock meurt le 23 mai 1336. Il est inhumé dans la cathédrale de Płock. De son mariage le 6 décembre 1320 avec Élisabeth de Lituanie fille de Gediminas, il a eu :
- Boleslas III
- Anne morte le 16 février 1363 épouse le 6 septembre 1337 Henri V de Fer duc de Głogów.

## Source
- (de) Europäische Stammtafeln Vittorio Klostermann, Gmbh, Francfort-sur-le-Main, 2004  (ISBN 3465032926), Die Fürsten (Herzoge) von Masowien 1262-1526 des Stammes der Piasten Volume III Tafel 123.